# Phyllachoraceae
Phyllachoraceae es una familia de hongos ascomicetos en el orden Phyllachorales.

## Géneros
- Apiosphaeria
- Apodothina
- Brobdingnagia
- Coccodiella
- Deshpandiella
- Diachora
- Diatractium
- Erikssonia
- Fremitomyces
- ?Geminispora
- Gibellina
- Imazekia
- Isothea
- ?Lohwagia
- Maculatifrondes
- Malthomyces
- Marinosphaera
- Muelleromyces
- Neoflageoletia
- Ophiodothella
- Orphnodactylis
- Oxodeora
- Parberya
- ?Petrakiella
- Phaeochorella
- Phycomelaina
- Phyllachora
- Phylleutypa
- Phyllocrea
- Polystigma
- Pseudothiella
- Pterosporidium
- Rehmiodothis
- Retroa
- Rikatlia
- Schizochora
- Sphaerodothella
- Sphaerodothis
- Stigmochora
- Stromaster
- Telimena
- Telimenella
- Telimenochora
- Trabutia
- Tribulatia
- Uropolystigma
- Vitreostroma
- Zimmermanniella